# Konrad Henckis
Konrad Henckis, auch Henlif, Henekes, Hinckus, Hanckis oder Hancquis (geboren vor 1467 in Gudensberg; gestorben nach 1481) war ein deutscher Buchdrucker und Buchhändler.
Henckis heiratete vermutlich 1467 die Witwe des Johannes Fust und wurde als Buchdrucker und Buchhändler Teilhaber des Peter Schöffer. 1470 erwarb er das Bürgerrecht in Frankfurt am Main und nutzte die Frankfurter Buchmesse zur Verbreitung seiner Verlagswerke in Nordeuropa, Paris und Deutschland.